# اصفان (المهرة)

تعديل مصدري - تعديل

تجمع اصفان هو "تجمع بدوي" في  عزلة منعر بمديرية منعر التابعة لمحافظة المهرة، بلغ تعداد سكانه 23 نسمة حسب تعداد اليمن لعام 2004.